# Volker Plangg

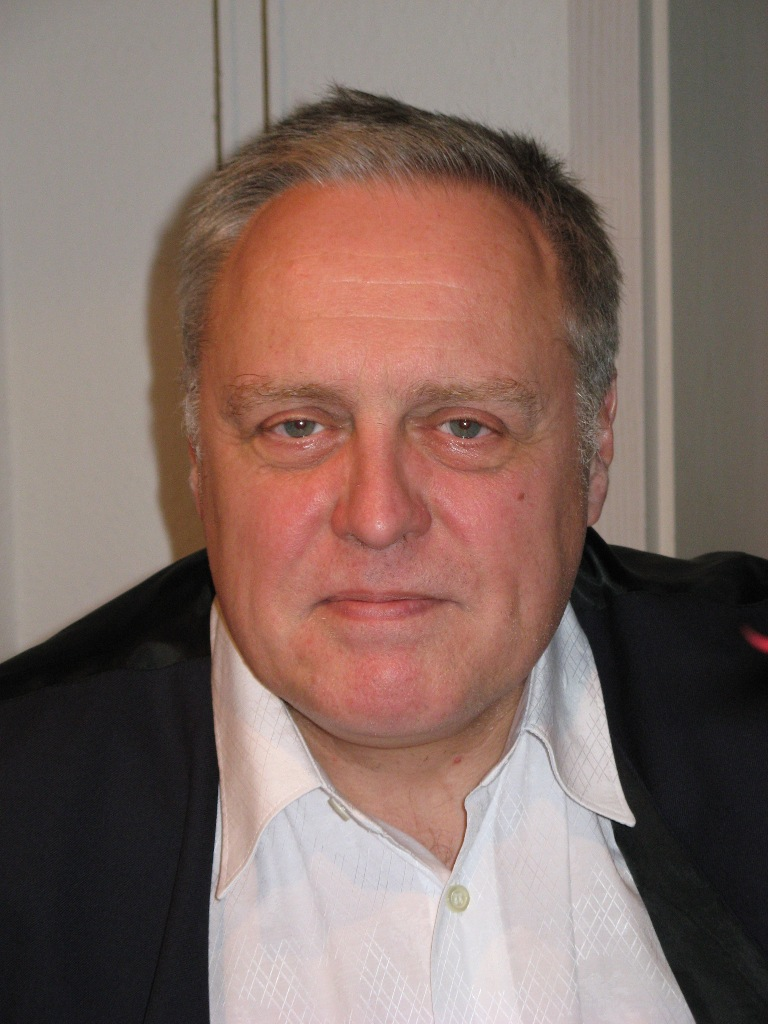
Volker Plangg, 2006

Volker Michael Plangg (* 27. Juni 1953 in Bludenz) ist ein österreichischer Dirigent, Komponist, Arrangeur und Autor.

## Leben
Volker Plangg besuchte die Volksschule und das Gymnasium in Bludenz. 1972 begann er sein Musikstudium am Salzburger Mozarteum in den Fächern Klavier, Dirigieren und Komposition. 1979 beendete er sein Studium an der Musikhochschule Freiburg.
Von 1980 bis heute arbeitete Plangg an zahlreichen Theatern und mit verschiedensten Orchestern als Gastdirigent und in leitenden künstlerischen Positionen (z. B. Pfalztheater Kaiserslautern, Nationaltheater Mannheim, Tiroler Landestheater Innsbruck, Staatstheater Kassel, Metropoltheater Berlin, Deutsches Theater München). 1987–1989 war Plangg Gastprofessor an der Hochschule der Künste Berlin. 1990 war er am New Yorker Broadway tätig, im gleichen Jahr war er in Hamburg Premierendirigent und musikalischer Leiter der Webber-Produktion Das Phantom der Oper.
Von 1992 bis 1996 war Plangg ständiger Gastdirigent am Theater des Westens in Berlin. Von 1995 bis 2003 hatte er die Chefdirigenten-Position der Staatsoperette Dresden inne. In dieser Eigenschaft brachte er u. a. die Musicals Aspects of Love (Andrew Lloyd Webber) und Victor/Victoria (Henry Mancini) zur deutschsprachigen Erstaufführung. Sein eigenes Werk Rasputin brachte er in einer revidierten Fassung 2000 an der Staatsoperette Dresden zur Aufführung. Nebenher dirigierte Plangg u. a. am Volkstheater Rostock, am Badischen Staatstheater Karlsruhe und an der Volksoper Wien.
Für die Jeunesse musicales Deutschland schrieb er 1990 gemeinsam mit dem Textautor und Regisseur Hartmut H. Forche das Opernmusical Strannik – die Rasputin-Story. 2001 entstand das Ballett Schneewittchen, der Spiegel und der Prinz im Auftrag des Thüringer Landestheaters Eisenach. Sein Werk Coloured Circles für Akkordeon und Blechbläserquintett entstand 2009 im Auftrag des österreichischen Sonus Brass Ensembles. Der Zyklus Die hinterhältigen Hunde der Zeit entstand 2011 für den Opernsänger Roman Trekel. Das Orchesterwerk Hymne schrieb Plangg 2013 im Auftrag des Festspielhauses Baden-Baden. Die Musical-Oper Katharina Kepler entstand 2019 gemeinsam mit dem Textdichter Hartmut H. Forche im Auftrag des Stadttheaters Pforzheim. Seine kompositorische Arbeit zeichnet sich durch die Einbeziehung von Jazz- und Rock-Elementen sowie außereuropäischer Stileinflüsse aus und widmet sich gleichermaßen Orchester- und Kammermusik, Vokalwerken und Werken für die Bühne.
Plangg lebt in Dresden und Berlin und ist als freiberuflicher Dirigent u. a. beim WDR Köln, am Opernhaus Halle (Uraufführung des Musicals Edgar Allan Poe von Eric Woolfson) und am Volkstheater Rostock tätig.

## Auszeichnungen
- 1991: „Goldene Schallplatte“ für die CD „Phantom der Oper – Höhepunkte der Hamburger Aufführung“

## Werke

### Bühnenmusik
- Trio – Kammeroper in fünf Szenen (Text: Reinhard Stenzel, 1981)
- Klimka, der Meisterdieb – Oper für Kinder (UA Lüneburg 1981)
- Die zertanzten Schuhe – Oper für Kinder (UA Lüneburg 1982)
- Die Tatutinger – Oper für Kinder (Text: Peter Nüesch, UA Kaiserslautern 1986)
- Wer hat Angst im Zirkus Zirbelnuss – Oper für Kinder (UA Augsburg 1988)
- Rasputin – Opernmusical (Text: Hartmut H. Forche, UA Weikersheim 1990, Neufassung UA Dresden 2000)
- Schneewittchen, der Spiegel und der Prinz – Ballett (UA Eisenach 2001, Dresden 2002, Cottbus 2003)
- Pharao – MusicalOper (Text: Ralf Nürnberger, 2002/03)
- Casino Pique Dame – literarisches Musical nach Alexander Puschkin (CD-Produktion Bremen 2008)
- Die hinterhältigen Hunde der Zeit – Sechs szenische Gesänge (Text: Frank Alva Buecheler) und zwei Instrumental-Intermezzi für Sopran, Bariton, Klarinette, Violoncello, große Trommel und Klavier (2011, UA Berlin 2012)
- Katharina Kepler – MusicalOper (Text: Hartmut H. Forche, 2019). Ein Auftragswerk des Stadttheaters Pforzheim

### Orchestermusik
- Junger Novize im Zen-Kloster für tiefe Stimme und Orchester (1979)
- Concertino für Klavier, Pauken und Streichorchester (UA Freiburg im Breisgau 1979)
- Ashanti für Streichorchester (1981)
- Dialog mit Lorca für Orchester (UA Kaiserslautern 1985)
- Der Flötenton, der den Paravent zerblies für Sopran, Tenor und Orchester (UA Mannheim 1997)
- Short Stories für 5 Blechbläser und Orchester (UA Bregenz 2000)
- Schneewittchen, der Spiegel und der Prinz – Konzertfassung für Erzähler und Orchester (UA Jena 2007)
- Hymne für Chor und Orchester (UA Baden-Baden 2013)
- Drei Arten der Stille – 3 Stücke für Orchester (2013)
- Mountain Tales für sinfonisches Blasorchester (2015)
- Serenade für Streichorchester (1969/2017)
- Elegia für Solovioline und kleines Orchester (2018)
- Scarlatti contro la paura – Zwei Suiten für Streichorchester nach Cembalosonaten von Domenico Scarlatti (2020) – Teil I: Lettere a Scarlatti – Teil II: Risposte da Scarlatti

### Kammermusik
- Junger Novize im Zen-Kloster – Fassung für tiefe Stimme und Kammerensemble (UA Freiburg 1979)
- In flagranti für Posaune und Streichsextett (1981/2015 – UA Bregenz 2018)
- Vier Sprüche für Tenor und Streichquartett (UA Dornbirn 1981)
- …im Stillen wirken… für Flöte, Klarinette, Horn und Klavier (UA Bludenz 1988)
- Coloured Circles für 5 Blechbläser und Akkordeon (UA Bludenz Oktober 2009)
- Mantra I-V für Klarinette, Fagott, Trompete, Violine, Violoncello, Klavier und Trommeln (2018)

### Vokalmusik
- Wechsel, Dauer und Vergessen für hohen lyrischen Sopran und Chor a cappella (Uraufführung Stuttgart 1981) (ORF-Produktion 1982)
- Die Witwe im Abendregen nach Worten von Li Qingzhao (ORF-Produktion 1982)
- Vier Lieder am Stück für Tenor und Klavier (1982) (ORF-Produktion 1986)
- Madrigale für sechsstimmigen Chor a cappella (UA Wien 1984)
- Vier Lieder an Dominik für hohe Stimme und Klavier (1985)
- Sechs aparte Lieder für hohe Stimme, Klavier, Harfe, Celesta und Vibraphon, (UA Kaiserslautern 1986) (ORF-Produktion 1986)
- Nur kiam... für Solo-Sopran, fünf Vokal-Gruppen, Keyboard und zwei Percussionisten (1992)
- Die Klage und die Not des vergänglichen Menschen (Altes Testament, Psalmen 38,3-39,13) für Sopransolo und gemischten Chor a cappella (2012)
- Das Schattengemenge  – 5 Gesänge nach Gedichten von Du Fu (712-770) und Li Bai (701-762) in der Übersetzung von Hildburg Heider für Bassbariton, gemischten Chor, 2 Klaviere, 2 Harfen, Celesta, Keyboard/Orgel, Schlagwerk, Pauken und Streichorchester (2016/17)

### Klaviermusik
- Pianismen I (1980) (ORF-Produktion 1985)
- Sechs Miniaturen (1981) (ORF-Produktion 1985)
- Pianismen II (1984) (ORF-Produktion 1985)
- Pausenzeichen für Klavier (UA Berlin 1989)
- Drei stille Duette für Celesta oder Klavier (1984)
- Lebensverläufe für Klavier (2016)

### Literarische Werke
- Der Klangwandler (Roman) neobooks, 2016, ISBN 978-3-7380-8105-3.[2]